# Maiden England World Tour
Maiden England World Tour var det engelska heavy metal-bandet Iron Maidens turné under 2013 och 2014.
Det var en retrospektiv turné som baserades på bandets sena 1980-tal och i särskilt den ursprungliga Seventh Tour of a Seventh Tour från 1988. Turnén följde upp nyutgåvan av bandets konsertinspelning Maiden England (1988) på cd och dvd.
Turnén startade den 21 juni 2013 i USA och avslutades den 5 juli 2014 i England. Totalt uppgick turnén till 100 konserter. 

## Sverige
Iron Maiden spelade först på Malmö Stadion den 10 juli 2013, gruppen stannade endast i Malmö ett par timmar innan det gav sig iväg till Stockholm för nästa spelning i Friends Arena den 13 juli 2013. Publiken i Stockholm uppgavs till 56 613.

## Låtlista 2013
Intro: Rising Mercury 
1. Moonchild (Seventh Son of a Seventh Son, 1988)
2. Can I Play with Madness (Seventh Son of a Seventh Son, 1988)
3. The Prisoner (The Number of the Beast, 1982)
4. 2 Minutes to Midnight (Powerslave, 1984)
5. Afraid to Shoot Strangers (Fear of the Dark, 1992)
6. The Trooper (Piece of Mind, 1983)
7. The Number of the Beast (The Number of the Beast, 1982)
8. Phantom of the Opera (Iron Maiden, 1980)
9. Run to the Hills (The Number of the Beast, 1982)
10. Wasted Years (Somewhere in Time, 1986)
11. Seventh Son of a Seventh Son (Seventh Son of a Seventh Son, 1988)
12. The Clairvoyant (Seventh Son of a Seventh Son, 1988)
13. Fear of the Dark (Fear of the Dark, 1992)
14. Iron Maiden (Iron Maiden, 1980)
15. Aces High (Powerslave, 1984)
16. The Evil That Men Do (Seventh Son of a Seventh Son, 1988)
17. Running Free (Iron Maiden, 1980)

## Låtlista 2014
Intro: Rising Mercury 
1. Moonchild (Seventh Son of a Seventh Son, 1988)
2. Can I Play with Madness (Seventh Son of a Seventh Son, 1988)
3. The Prisoner (The Number of the Beast, 1982)
4. 2 Minutes to Midnight (Powerslave, 1984)
5. Revelations (Piece of Mind, 1983)
6. The Trooper (Piece of Mind, 1983)
7. The Number of the Beast (The Number of the Beast, 1982)
8. Phantom of the Opera (Iron Maiden, 1980)
9. Run to the Hills (The Number of the Beast, 1982)
10. Wasted Years (Somewhere in Time, 1986)
11. Seventh Son of a Seventh Son (Seventh Son of a Seventh Son, 1988)
12. Wrathchild (Killers, 1981)
13. Fear of the Dark (Fear of the Dark, 1992)
14. Iron Maiden (Iron Maiden, 1980)
15. Aces High (Powerslave, 1984)
16. The Evil That Men Do (Seventh Son of a Seventh Son, 1988)
17. Sanctuary (Sanctuary / Iron Maiden, 1980)

### Variationer
Wrathchild togs bort från låtlistan fr.o.m. den 14 juni.